# Liste der Schneefeste
Yuki-Matsuri (jap. 雪祭, 雪まつり; „Schneefest“) ist der Name einer Reihe von Festen (Matsuri) innerhalb und außerhalb Japans.

## Japan
- Sapporo-Schneefestival[1]
- Asahikawa-Winterfest
- Asoyuki-Fest in Tōbetsu
- Iwate-Schneefest in Shizukuishi
- Schneemann-Fest (Yuki Daruma Matsuri) in Hakusan
- Iiyama-Schneefest
- Karuizawa Winter Festival – Ice Sculpting International Exhibition
- 2004 World Ice Sculpture Competition in Asahikawa

## Finnland
- International Ice Sculpture Contest – Insel Korkeasaari bei Helsinki
- Blue Ice Art Cup 2004 – Pello
- International Ice Sculpture Competition – Vaasa

## Kanada
- Snowking Winter Festival – Yellowknife
- Crystal Garden International Ice Carving Competition – Ottawa
- Montreal Schneefest – Québec

## Russland
- Perm International Snow and Ice Sculpture Festival – Perm
- International Ice Sculpture Contest "Polar Rhapsody" – Salechard
- International Snow and Ice Sculpture Championships "Europe – Asia" – Jekaterinburg
- International Ice Sculpture Contest "Ice Fantasy" – Chabarowsk
- International Ice Sculpture Contest – Sankt Petersburg
- Winter Illusion – Moskau
- Ice Sculpture Festival – Nowosibirsk

## Weitere

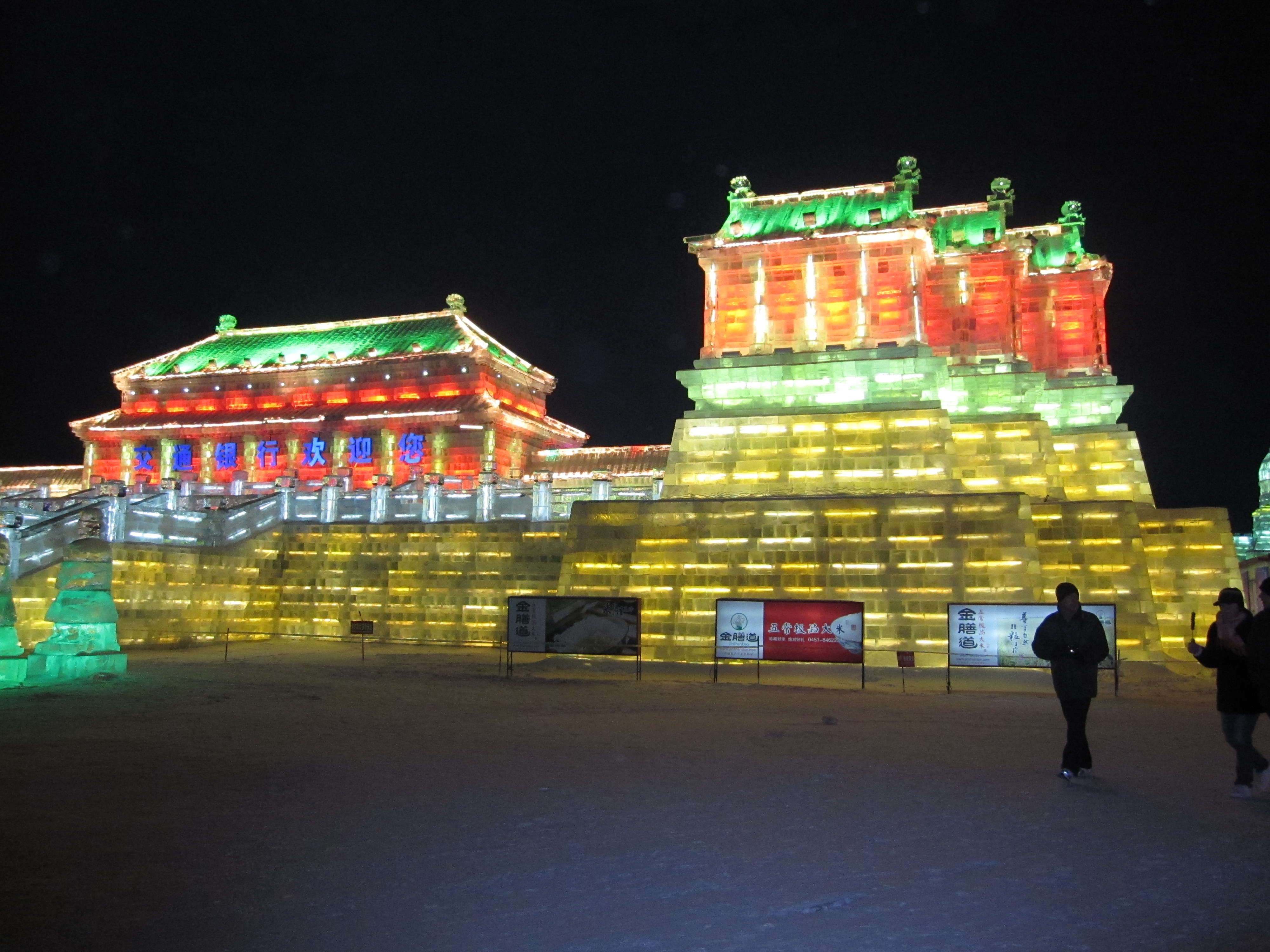
Schneefest in Harbin

- Harbin International Ice and Snow Sculpture Festival – China Harbin
- World Ice Art Championships – USA Fairbanks
- Italian Ice Carving Championship
- Concours International de Sculpture sur Glace – Frankreich Valloire
- International Ice Sculpture Festival – Lettland Jelgava
- Schneefest Winterberg – Deutschland Winterberg